# Stetson – Drei Halunken erster Klasse
Stetson – Drei Halunken erster Klasse ist eine Italowestern-Klamotte von Sergio Corbucci aus dem Jahr 1975, seine letzte Regiearbeit in diesem Genre.

## Handlung
Sheriff Gideon, Gauner Stetson und Stallknecht Sakura, der sich für einen Samurai hält, machen sich auf die Suche nach einem wertvollen Pferd, das als Geschenk der japanischen Regierung an die Vereinigten Staaten gedacht war und gestohlen wurde. Die drei ungleichen Männer kommen dabei immer wieder einander in die Quere, haben aber auch mit weiteren Konkurrenten zu kämpfen, darunter auch einer Gruppe desertierter Südstaatensoldaten.

## Besetzung und deutsche Synchronsprecher
| Schauspieler       | Rollenname                         | Deutsche Synchronsprecher 1. Synchronisation | Deutsche Synchronsprecher 2. Synchronisation |
| ------------------ | ---------------------------------- | -------------------------------------------- | -------------------------------------------- |
| Giuliano Gemma     | Blanc de Blanc                     | Thomas Danneberg                             | Christian Brückner                           |
| Tomás Milián       | Sakura                             | Heinz Drache                                 | Lutz Mackensy                                |
| Eli Wallach        | Sheriff Edward ‚Black Jack‘ Gideon | Martin Hirthe                                | Wolfgang Hess                                |
| Manuel de Blas     | Major Donovan                      | Michael Chevalier                            | Fred Maire                                   |
| Jacques Berthier   | Kelly Butler                       | Christian Rode                               | Alexander Allerson                           |
| Romano Puppo       | Kady                               |                                              |                                              |
| Nazzareno Zamperla | Sergeant Donovan                   |                                              |                                              |
| Edy Biagetti       | Captain                            |                                              |                                              |
| Hideo Saito        | Yamoto (als ‚Ideo Saito‘)          |                                              |                                              |
| Frank Nuyen        | japanischer Konsul                 | Friedrich G. Beckhaus                        |                                              |
| Lorenzo Robledo    | Colonel                            | Heinz Petruo                                 | Donald Arthur                                |
| Tito García        | zweiter Robinson-Bruder            |                                              |                                              |
| Franco Tocci       | Wächter im Zug                     |                                              |                                              |
| Cris Huerta        | erster Robinson-Bruder             | Gerd Duwner                                  |                                              |
| Rafael Albaicín    | Comanchero                         | Gerd Duwner                                  |                                              |
| Lorenzo Piani      |                                    |                                              |                                              |
| Carla Mancini      |                                    |                                              |                                              |
| Mirta Miller       | Saloonmädchen                      | Beate Hasenau                                |                                              |
| Dan van Husen      | Albino                             |                                              |                                              |
| María Isbert       | Clementine Gideon                  | Tilly Lauenstein                             |                                              |
| Víctor Israel      | Gefangener                         | Joachim Pukaß                                |                                              |

## Kritiken
„Konfuses Gaunerstück, das wohl als Parodie gemeint war, aber als nachlässig inszenierte Klamotte endete.“